# Tyske mesterskaber i landevejscykling
De tyske mesterskaber i landevejscykling er et cykelløb, der organiseres hvert år af Tysk Cykel Union. Konkurrencen blev etableret i 1910 for mænd, og siden 1968 også for kvinder.  Ingen konkurrencer blev afholdt i perioderne 1914–1918, 1926/1927, 1929–1933, 1942–1945 og 1973.
Vinderne af hvert løb hædres med en symbolsk cykeltrøje.

## Mænd
| År   | Guld                | Sølv                 | Bronze                 |
| 1910 | Karl Wittig         | Arno Ritter          | Gustav Schönweiss      |
| 1913 | Ernst Franz         | Erich Aberger        | Fritz Bauer            |
| 1919 | Richard Golle       | Paul Koch            | Wilhelm Franke         |
| 1920 | Paul Koch           | Adolf Huschke        | Felix Manthey          |
| 1921 | Adolf Huschke       | Paul Koch            | Fritz Fischer          |
| 1922 | Richard Huschke     | Adolf Huschke        | Jean Steingass         |
| 1923 | Richard Golle       | Erich Aberger        | Paul Kohl              |
| 1924 | Paul Kohl           | Karl Pfister         | Gustav Nagel           |
| 1925 | Richard Huschke     | Paul Kroll           | Paul Kohl              |
| 1928 | Felix Manthey       | Herbert Nebe         | Bruno Wolke            |
| 1934 | Kurt Stöpel         | Ludwig Geyer         | Anton Hodey            |
| 1935 | Bruno Roth          | Oskar Thierbach      | Georg Stach            |
| 1936 | Georg Umbenhauer    | Erich Bautz          | Emil Kijewski          |
| 1937 | Erich Bautz         | Emil Kijewski        | Hermann Buse           |
| 1938 | Jupp Arents         | Bruno Roth           | Fritz Scheller         |
| 1939 | Walter Löber        | Paul Langhoff        | Albert Plappert        |
| 1940 | Georg Stach         | Herbert Gerber       | Fritz Scheller         |
| 1941 | Erich Bautz         | Karl Weimer          | Herbert Hackebeil      |
| 1946 | Karl Kittsteiner    | Sepp Berger          | Ludwig Hörmann         |
| 1947 | Georg Voggenreiter  | Karl Singer          | Otto Ziege             |
| 1948 | Otto Schenk         | Heinrich Schwarzer   | Georg Voggenreiter     |
| 1949 | Otto Ziege          | Erich Bautz          | Gunther Pankoke        |
| 1950 | Erich Bautz         | Hubert Schwarzenberg | Ludwig Hörmann         |
| 1951 | Ludwig Hörmann      | Heinrich Schwarzer   | Gunther Bintner        |
| 1952 | Ludwig Hörmann      | Karl Weimer          | Heinrich Schwarzer     |
| 1953 | Heinz Müller        | Hans Preiskeit       | Matthias Pfannenmuller |
| 1954 | Hermann Schild      | Gunther Pankoke      | Hubert Schwarzenberg   |
| 1955 | Hans Preiskeit      | Hans Junkermann      | Hermann Schild         |
| 1956 | Valentin Petry      | Horst Backat         | Heinz Müller           |
| 1957 | Franz Reitz         | Horst Tüller         | Karl-Heinz Kramer      |
| 1958 | Klaus Bugdahl       | Hans Junkermann      | Franz Reitz            |
| 1959 | Hans Junkermann     | Franz Reitz          | Gunther Debusmann      |
| 1960 | Hans Junkermann     | Horst Tüller         | Lothar Friedrich       |
| 1961 | Hans Junkermann     | Dieter Puschel       | Ludwig Troche          |
| 1962 | Dieter Puschel      | Rudi Altig           | Horst Oldenburg        |
| 1963 | Sigi Renz           | Rolf Wolfshohl       | Horst Oldenburg        |
| 1964 | Rudi Altig          | Winfried Boelke      | Hans Junkermann        |
| 1965 | Winfried Bölke      | Peter Glemser        | Hans Junkermann        |
| 1966 | Winfried Bölke      | Wolfgang Schulze     | Wilfried Peffgen       |
| 1967 | Winfried Bölke      | Herbert Wilde        | Hans Junkermann        |
| 1968 | Rolf Wolfshohl      | Winfried Bölke       | Hans Junkermann        |
| 1969 | Peter Glemser       | Wilfried Peffgen     | Ernst Streng           |
| 1970 | Rudi Altig          | Peter Glemser        | Winfried Bölke         |
| 1971 | Jürgen Tschan       | Dieter Puschel       | Dieter Kemper          |
| 1972 | Wilfried Peffgen    | Karl-Heinz Muddemann | Klaus Bugdahl          |
| 1974 | Günter Haritz       | Karl-Heinz Kuster    | Wolfgang Schulze       |
| 1975 | Dietrich Thurau     | Günter Haritz        | Dieter Puschel         |
| 1976 | Dietrich Thurau     | Jürgen Tschan        | Günter Haritz          |
| 1977 | Jürgen Kraft        | Hans Hindelang       | Jürgen Tschan          |
| 1978 | Gregor Braun        | Klaus-Peter Thaler   | Hans-Peter Jakst       |
| 1979 | Hans-Peter Jakst    | Günter Haritz        | Harald Maier           |
| 1980 | Gregor Braun        | Klaus-Peter Thaler   | Dietrich Thurau        |
| 1981 | Hans Neumayer       | Hans-Peter Jakst     | Hans Hindelang         |
| 1982 | Hans Neumayer       | Uwe Bolten           | Stefan Schropfer       |
| 1983 | Gregor Braun        | Reimund Dietzen      | Uwe Bolten             |
| 1984 | Reimund Dietzen     | Uwe Bolten           | Gotz Heine             |
| 1985 | Rolf Gölz           | Gregor Braun         | Peter Hilse            |
| 1986 | Reimund Dietzen     | Peter Hilse          | Stefan Schropfer       |
| 1987 | Peter Hilse         | Volker Diehl         | Andreas Kappes         |
| 1988 | Hartmut Bölts       | Andreas Kappes       | "non attribué"         |
| 1989 | Darius Kaiser       | Peter Hilse          | Peter Gansler          |
| 1990 | Udo Bölts           | Olaf Ludwig          | Dariusz Kajzer         |
| 1991 | Falk Boden          | Kai Hundertmarck     | Mario Kummer           |
| 1992 | Heinrich Trumheller | Rolf Aldag           | Kai Hundertmarck       |
| 1993 | Bernd Gröne         | Jens Heppner         | Udo Bölts              |
| 1994 | Jens Heppner        | Christian Henn       | Andreas Kappes         |
| 1995 | Udo Bölts           | Jens Heppner         | Rolf Aldag             |
| 1996 | Christian Henn      | Jan Ullrich          | Udo Bölts              |
| 1997 | Jan Ullrich         | Rolf Aldag           | Erik Zabel             |
| 1998 | Erik Zabel          | Jan Ullrich          | Jörg Jaksche           |
| 1999 | Udo Bölts           | Kai Hundertmarck     | Erik Zabel             |
| 2000 | Rolf Aldag          | Steffen Wesemann     | Udo Bölts              |
| 2001 | Jan Ullrich         | Erik Zabel           | Christian Wegmann      |
| 2002 | Danilo Hondo        | Uwe Peschel          | Erik Zabel             |
| 2003 | Erik Zabel          | Patrik Sinkewitz     | Fabian Wegmann         |
| 2004 | Andreas Klöden      | Stefan Schumacher    | Fabian Wegmann         |
| 2005 | Gerald Ciolek       | Robert Förster       | Erik Zabel             |
| 2006 | Dirk Müller         | Matthias Kessler     | Jens Voigt             |
| 2007 | Fabian Wegmann      | Patrik Sinkewitz     | Christian Knees        |
| 2008 | Fabian Wegmann      | Erik Zabel           | Gerald Ciolek          |
| 2009 | Martin Reimer       | Dominic Klemme       | Roger Kluge            |
| 2010 | Christian Knees     | Steffen Radochla     | Andreas Schillinger    |
| 2011 | Robert Wagner       | Gerald Ciolek        | John Degenkolb         |
| 2012 | Fabian Wegmann      | Linus Gerdemann      | Julian Kern            |
| 2013 | André Greipel       | Gerald Ciolek        | John Degenkolb         |
| 2014 | André Greipel       | John Degenkolb       | Phil Bauhaus           |
| 2015 | Emanuel Buchmann    | Nikias Arndt         | Marcus Burghardt       |
| 2016 | André Greipel       | Max Walscheid        | Marcel Kittel          |

### U23
| År   | Guld            | Sølv             | Bronze         |
| 2009 | Dominik Nerz    | John Degenkolb   | Julian Kern    |
| 2010 | John Degenkolb  | Michel Koch      | Martin Gründer |
| 2011 | Fabian Schnaidt | Ralf Matzka      | Rüdiger Selig  |
| 2012 | Rick Zabel      | Nikodemus Holler | Michel Koch    |
| 2013 |                 |                  |                |
| 2014 | Max Walscheid   | Phil Bauhaus     | Erik Bothe     |
| 2015 | Nils Politt     | Moritz Backofen  | Nico Denz      |

## Kvinder

### Landevejsløb
| År   | Guld                  | Sølv                        | Bronze                |
| 1968 | Monika Mrklas         | Uschi Burger                | Gisela Nagel          |
| 1970 | Ingrid Persohn        | Uschi Burger                | Doris Matwew          |
| 1971 | Ingrid Persohn        | Doris Matwew                | Gisela Roehl          |
| 1972 | Ursula Bürger         | Gisela Röhl                 | Doris Matwew          |
| 1973 | Gisela Röhl           | Ingrid Persohn              | Doris Matwew          |
| 1974 | Gisela Röhl           | Renate Schabbel             | Gisela Nagel          |
| 1975 | Ingrid Persohn        | Gisela Roehl                | Ingrid Hellfrisch     |
| 1976 | Marianne Stuwe        | Uta Rathmann                | Gisela Roehl          |
| 1977 | Beate Habetz          | Marianne Stuwe              | Uta Rathmann          |
| 1978 | Beate Habetz          | Uta Rathmann                | Marianne Stuwe        |
| 1979 | Beate Habetz          | Marianne Stuwe              | Uta Rathmann          |
| 1980 | Beate Habetz          | Gabi Habetz                 | Claudia Kaul          |
| 1981 | Gabi Habetz           | Marianne Stuwe              | Beate Habetz          |
| 1982 | Beate Habetz          | Claudia Kaul                | Claudia Lommatzsch    |
| 1983 | Beate Habetz          | Gabi Altweck                | Birgit Strecke        |
| 1984 | Sandra Schumacher     | Ines Varenkamp              | Gaby Prieler-Altweck  |
| 1985 | Sandra Schumacher     | Ute Enzenauer               | Monika Diebel         |
| 1986 | Ute Enzenauer         | Angelika Darsch             | Birgit Förstl         |
| 1987 | Ute Enzenauer         | Jutta Niehaus               | Andrea Schütze        |
| 1988 | Ines Varenkamp        | Jutta Niehaus               | Viola Paulitz         |
| 1989 | Viola Paulitz         | Jutta Niehaus               | Petra Koch            |
| 1990 | Heidi Metzger         | Jutta Niehaus               | Petra Rossner         |
| 1991 | Heidi Metzger         | Andrea Vranken-Schütze      | Gaby Prieler-Altweck  |
| 1992 | Viola Paulitz-Mueller | Silvia Lamparter            | Monika Diebel         |
| 1993 | Claudia Lehmann       | Ina-Yoko Teutenberg         | Sybille Lamparter     |
| 1994 | Regina Schleicher     | Claudia Lehmann             | Elena Unruh           |
| 1995 | Hanka Kupfernagel     | Vera Hohlfeld               | Ina-Yoko Teutenberg   |
| 1996 | Viola Paulitz-Mueller | Vera Hohlfeld               | Petra Rossner         |
| 1997 | Hanka Kupfernagel     | Vera Hohlfeld               | Judith Arndt          |
| 1998 | Hanka Kupfernagel     | Judith Arndt                | Sandra Missbach       |
| 1999 | Hanka Kupfernagel     | Petra Rossner               | Kerstin Scheitle      |
| 2000 | Hanka Kupfernagel     | Kerstin Scheitle            | Tanja Hennes-Schmidt  |
| 2001 | Petra Rossner         | Hanka Kupfernagel           | Judith Arndt          |
| 2002 | Judith Arndt          | Petra Rossner               | Regina Schleicher     |
| 2003 | Trixi Worrack         | Christiane Soeder           | Tina Liebig           |
| 2004 | Petra Rossner         | Regina Schleicher           | Angela Hennig-Brodtka |
| 2005 | Regina Schleicher     | Tanja Hennes-Schmidt        | Angela Hennig-Brodtka |
| 2006 | Claudia Häusler       | Theresa Senff               | Tina Liebig           |
| 2007 | Luise Keller          | Claudia Häusler             | Angela Hennig-Brodtka |
| 2008 | Luise Keller          | Eva Lutz                    | Tina Liebig           |
| 2009 | Ina-Yoko Teutenberg   | Marlen Jöhrend              | Regina Schleicher     |
| 2010 | Charlotte Becker      | Judith Arndt                | Trixi Worrack         |
| 2011 | Ina-Yoko Teutenberg   | Judith Arndt                | Hanka Kupfernagel     |
| 2012 | Judith Arndt          | Charlotte Becker            | Trixi Worrack         |
| 2013 | Trixi Worrack         | Elke Gebhardt               | Romi Kasper           |
| 2014 | Lisa Brennauer        | Trixi Worrack               | Martina Zwick         |
| 2015 | Trixi Worrack         | Claudia Lichtenberg-Häusler | Lisa Brennauer        |
| 2016 | Mieke Kröger          | Lisa Brennauer              | Jenny Hofmann         |

- (1) Christiane Soeder deltog for Østrig fra 2003.